# Manavadar
Manavadar è una suddivisione dell'India, classificata come municipality, di 27.559 abitanti, situata nel distretto di Junagadh, nello stato federato del Gujarat. In base al numero di abitanti la città rientra nella classe III (da 20.000 a 49.999 persone).

## Geografia fisica
La città è situata a 21° 30' 0 N e 70° 7' 60 E e ha un'altitudine di 23 m s.l.m..

## Società

### Evoluzione demografica
Al censimento del 2001 la popolazione di Manavadar assommava a 27.559 persone, delle quali 14.347 maschi e 13.212 femmine. I bambini di età inferiore o uguale ai sei anni assommavano a 3.245, dei quali 1.743 maschi e 1.502 femmine. Infine, coloro che erano in grado di saper almeno leggere e scrivere erano 19.193, dei quali 10.854 maschi e 8.339 femmine.